# Different (álbum de Thomas Anders)
Different ("Diferente") es el primer álbum de la carrera de Thomas Anders como solista después de su separación del dúo Modern Talking en 1987. El nombre del álbum muestra la intención de adoptar un estilo musical distinto, más melódico y romántico que el estilo bailable y comercial que caracterizó al dúo.
El álbum contiene 11 temas, en algunos de los cuales Thomas participó de la composición.

## Lista de canciones
| #   | Título                                                                                               | Tiempo |
| --- | --- | ------ |
| 1.  | "Love Of My Own" (Timothy Touchton, Chris Venis y Marc Cassandra)                                    | 4:50   |
| 2.  | "On My Way" (Guido Vitale)                                                                           | 5:53   |
| 3.  | "Turn On The Light" (Slizzy Bob)                                                                     | 4:07   |
| 4.  | "Living On The Edge" (Alan Tarney)                                                                   | 4:40   |
| 5.  | "You Are My Life" (Mary S. Applegate, Chris Venis, Matthias Heisig y Marc Cassandra)                 | 4:40   |
| 6.  | "One Thing" (Mary S. Applegate, Thomas Anders y Marc Cassandra)                                      | 3:50   |
| 7.  | "Soldier" (Alan Tarney)                                                                              | 4:30   |
| 8.  | "Someone New" (Alan Tarney)                                                                          | 4:45   |
| 9.  | "Close Your Eyes To Heaven" (Mary S. Applegate, Thomas Anders y Marc Cassandra)                      | 5:00   |
| 10. | "Fool If You Think It’s Over" (Chris Rea)                                                            | 5:31   |
| 11. | "True Love" (Mary S. Applegate, Thomas Anders y Marc Cassandra)                                      | 4:44   |
| 12. | "You Are My Life (Classical Mix)" (Mary S. Applegate, Chris Venis, Matthias Heisig y Marc Cassandra) | 4:40   |

- Datos: Q1941897